# René Sutter
René Sutter (* 5. Januar 1966) ist ein ehemaliger Schweizer Fussballspieler. Er stand während seiner Karriere bei diversen Vereinen in der Schweiz unter Vertrag und war zudem Teil der Schweizer Mannschaft, die am 21. Juni 1989 überraschend die favorisierten Brasilianer bezwingen konnte.

## Karriere

### Vereine
Sutter begann das Fussballspielen im Alter von acht Jahren beim FC Bümpliz, dem Vorgängerverein des SC Bümpliz 78. In der Saison 1984/85 spielte er erstmals für die erste Bümplizer Mannschaft in der damals viertklassigen 2. Liga und konnte am Saisonende den Aufstieg in die 1. Liga feiern. 1985 unterzeichnete der Mittelfeldspieler einen Vertrag beim BSC Young Boys, für den er fünf Jahre in der Nationalliga A spielte. In der Saison 1985/86 gewann er mit den Bernern die Schweizer Fussballmeisterschaft, in der Folgesaison den Schweizer Cup. 1990 wechselte er zum Ligakonkurrenten FC Aarau, mit dem er am Ende der Saison 1992/93 unter Trainer Rolf Fringer erneut die Schweizer Meisterschaft gewann. Anschließend kehrte Sutter zu den Young Boys zurück. In den späteren Jahren stand er bei Yverdon-Sport FC, FC Baden und FC Wil unter Vertrag, bevor er 2001 zu seinem Jugendverein SC Bümpliz 78 zurückkehrte. Die Saison 2002/03 spielte er beim FC Solothurn, im Anschluss beendete er seine aktive Karriere.

### Nationalmannschaft
Er absolvierte 1989 zwei Spiele für die Schweizer Nationalmannschaft. Seinen ersten Einsatz erhielt Sutter am 7. Juni 1989 im Spiel gegen die Tschechoslowakei. Er lief von Beginn an auf und wurde in der 58. Minute durch Kubilay Türkyılmaz ersetzt. Das Spiel ging schliesslich mit 0:1 verloren. Zwei Wochen später lief er zum zweiten Mal für die Nationalmannschaft auf und wurde im Spiel gegen Brasilien in der 56. Minute für seinen Bruder Alain Sutter eingewechselt. Das Spiel endete mit einem überraschenden 1:0-Sieg für die Schweizer. Bei den Brasilianern standen unter anderem Cláudio Taffarel, Alemão und Dunga auf dem Spielfeld.

## Erfolge

### BSC Young Boys
- Schweizer Meister: 1986
- Schweizer Pokalsieger: 1987

### FC Aarau
- Schweizer Meister: 1993

## Sonstiges
Nach seinem Karriereende studierte Sutter Rechtswissenschaft und ist heute als Jurist beim Schweizer Bundesamt für Strassen tätig. Er ist der Bruder des ehemaligen Schweizer Fußballspielers Alain Sutter sowie der Vater des Schweizer Fußballspielers Nicola Sutter.